# Klątwa nad Chalionem
Klątwa nad Chalionem (tyt. oryg. The Curse of Chalion) – powieść fantasy autorstwa Lois McMaster Bujold wydana w 2001 roku. Polskie wydanie w tłumaczeniu Kingi Dobrowolskiej ukazało się w 2003 roku nakładem wydawnictwa Prószyński i S-ka. Stanowi pierwszą część cyklu Świat pięciu bogów, który kontynuuje wydany w 2003 roku Paladyn dusz. Powieść zdobyła w 2002 r. Nagrodę Mythopoeic. Była także nominowana tego roku do nagrody Hugo w kategorii najlepsza powieść.

## Fabuła książki
Fabuła koncentruje się wokół postaci kasztelara Lupe dy Cazarila, który wraca do kraju po niewoli na galerach, gdzie trafił po klęsce w ostatniej wojnie. Jego dawna patronka, prowincjara Valendy, zatrudnia go jako nauczyciela i sekretarza kilkunastoletniej rojessy (księżniczki) Iselle. 
Wkrótce Cazaril, niemal mimowolnie, staje się jej prawdziwym mentorem i obrońcą. Jest to szczególnie ważne na dworze roi (króla), rządzonym niepodzielnie przez kanclerza Martou dy Jironala, gdzie Iselle zostaje zaproszona wraz ze swoim bratem, Teidezem. Gdy roja Oric, schorowany i słaby, zmusza Iselle, która jest jego przyrodnią siostrą, do małżeństwa z bratem kanclerza (Dondo dy Jironal), hulaką i człowiekiem żądnym władzy, Cazaril poświęca - jak sądzi - własne życie, zabijając Donda magią śmierci. Ku własnemu zdumieniu odkrywa, że przeżył i zyskał wewnętrzny wzrok, pozwalający mu zobaczyć fragmenty świata duchowego. Dzięki niemu odkrywa klątwę, która od wielu lat ciąży nad rodziną królewską i całym Chalionem. Wkrótce potem Teidez, następca tronu, umiera w wyniku zakażenia krwi.
Iselle, nowa dziedziczka Chalionu, postanawia wydobyć się spod władzy kanclerza, zanim ten całkowicie ją ubezwłasnowolni. Wysyła Cazarial do sąsiedniej Ibry, by zaaranżował jej małżeństwo z tamtejszym następcą tronu, rojsem Bergonem. Cazaril wyrusza w drogę mimo ciężkiej choroby, licząc na to, że małżeństwo wydobędzie Iselle spod wpływu klątwy. Dzięki opiece bogów, nieprzewidzianemu splotowi okoliczności i talentom dyplomatycznym Cazarila, udaje mu się zakończyć negocjacje w rekordowym tempie i powrócić do Chalionu z rojsem Bergonem. Ostatni wysiłek kanclerza, by zapobiec przejęciu władzy przez Iselle, kończy się jego śmiercią. Dzięki ofierze Cazarila, który „trzykrotnie oddał życie za królewski ród Chalionu”, klątwa zostaje zdjęta. Po śmierci Orica, Iselle i Bergon obejmują władzę. Cazaril, dochodzący do siebie po ciężkiej ranie i boskiej interwencji, zostaje kanclerzem i zaręcza się z dwórką Iselle.